# Texelmeerschweinchen

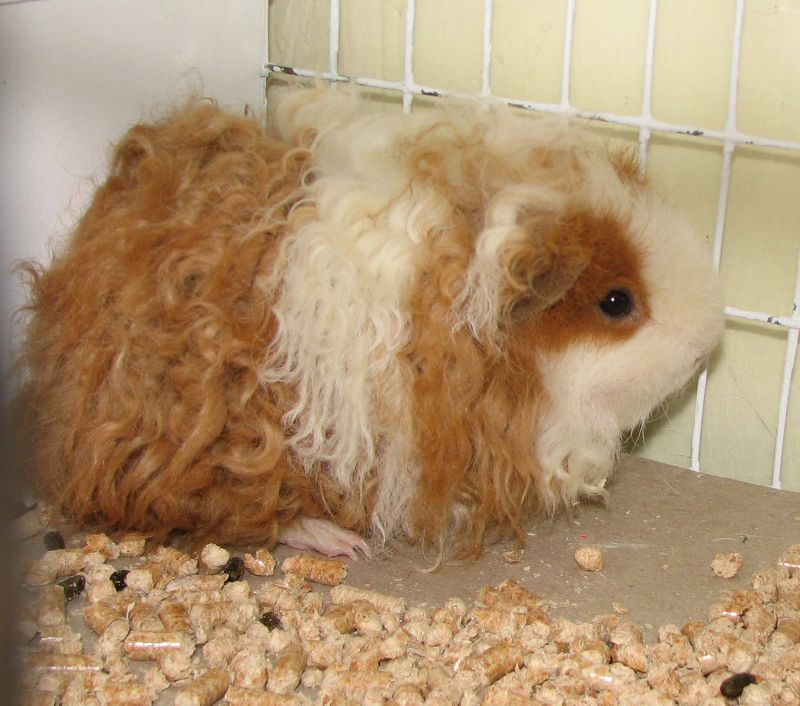
Texelmeerschweinchen

Das Texelmeerschweinchen ist eine Langhaarrasse des Hausmeerschweinchens. Sie entstand aus der Kreuzung von Shelties- und Rex-Meerschweinchen. Die Mindesthaarlänge des Fell sollte 12 Zentimeter nicht unterschreiten. Diese Rasse wurde zum ersten Mal in Großbritannien gezüchtet.

## Aussehen
Abgesehen von ihren sehr langen Haaren unterscheidet sich der übrige Körperbau nicht von denen des normalen Hausmeerschweinchens. Das lange, glänzende, sehr dicht stehende, gewellte Fell ohne Wirbel fühlt sich weich an. Das Kopfhaar geht ohne Ansatz in den Rücken über. An der Schnauze ist das Fell kürzer als am übrigen Körper. Der Bauch ist mit kleinen Haarlocken versehen. Bei manchen Exemplaren ist am Hinterleib ein längeres Haarbüschel vorhanden. Es werden auch Exemplare mit glänzenden Satin-Fell gezüchtet.

### Anerkannte Farben
Folgende Farben sind anerkannt: Rot, Weiß, Rorbunt, Russen. Agoutifarben und dreifarbige Texelmeerschweinchen sind nicht in allen Ländern anerkannt.

## Vererbung
Der Erbgang für die langen Haare wird rezessiv vererbt.

## Haltung
Aufgrund der langen Haare verfilzt ihr Fell sehr schnell und erfordert eine tägliche ausgiebige Fellpflege, inklusive Schur durch den Halter. Die Einstreu sollte nicht aus Sägespänen bestehen, da diese sich in ihrem Fell leicht verfangen. Besser sind Stroh oder Heu.